# Enoturismo

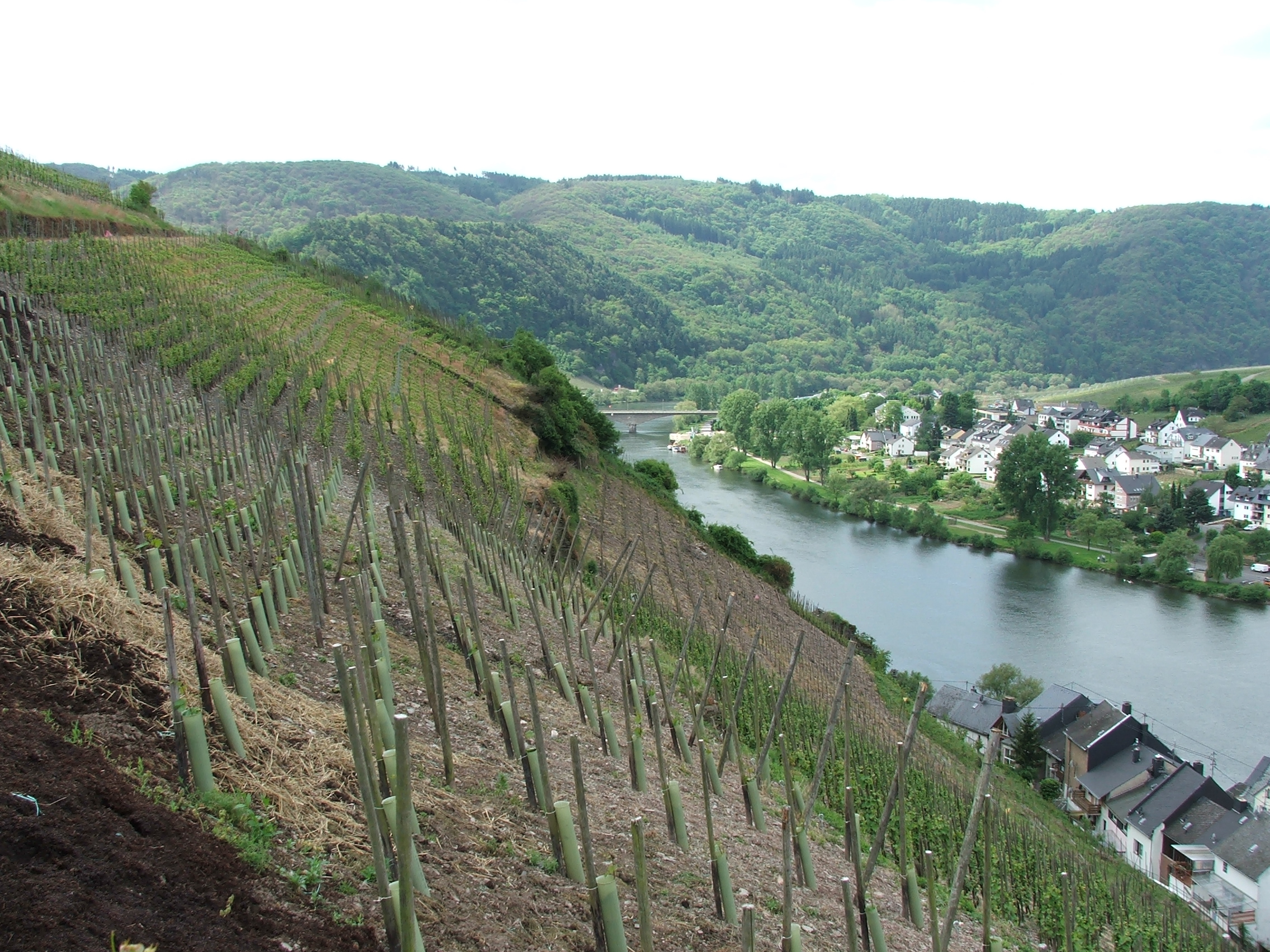
Vinhedo na Alemanha

Enoturismo é um segmento da atividade turística que se baseia na viagem motivada pela apreciação do sabor e aroma dos vinhos e das tradições e cultura da localidades que produzem esta bebida.  O enoturismo envolve o visitante na cultura e nos detalhes da bebida. (VALDUGA, 2011). É uma atividade que não se refere exclusivamente ao espaço rural, há inúmeros roteiros enoturisticos urbanos. Da mesma maneira, o enoturista não é, necessariamente, consumidor de vinhos, é interessado na produção e cultura que poderá se tornar consumidor.
Além de conhecer a história, cultura e tradições do local, o enoturista pode ver o modo de elaboração das viniculturas, com todas as etapas, entendendo o que compõe aquele produto.

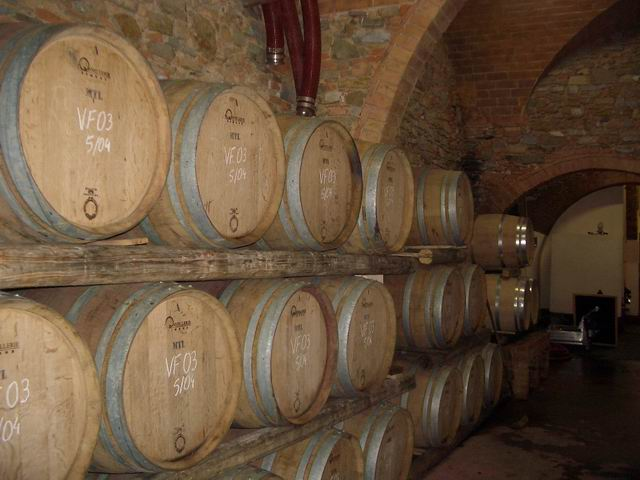
Barris de Vinho na Itália

## Actividades
Nas unidades de enoturismo realizam-se um conjunto diversificado de atividades, tais como:
- Provas de Vinhos
- Visitas guiadas às instalações e às vinhas
- Refeições temáticas
- Vindima
- Curso de Vinho
- Visualização de vídeos
- Provas de outros produtos
- Pisa de uva
- Exposições
- Poda da vinha

## Enoturismo no Brasil
No Brasil, não são só turistas, mas excursionistas e moradores que percorrem as diferentes rotas de enoturismo. No Rio Grande do Sul, além do Vale dos Vinhedos, a Serra Gaúcha têm inúmeras opções como Rota dos Espumantes, Caminhos de Pedra, Pinto Bandeira, os vinhos de Flores da Cunha, Caxias do Sul. Além do Rio Grande do Sul, há também o Vale do Rio São Francisco (Nordeste do país) e a região de São Roque (no estado de São Paulo).

## Enoturismo em Portugal
O enoturismo tem, maioritariamente, características de nicho. A prática do enoturismo está em grande fase de crescimento, devido ao elevado valor que é dado neste setor.

Do ponto de vista do desenvolvimento das primeiras modalidades emergentes, as visitas a caves e adegas do vinho do Porto remontam ao início dos anos cinquenta do século XX.
Mais recentemente, aparecem um pouco por todo o território outras modalidades de Enoturismo que completam a oferta nacional neste domínio: 
- as Feiras, os Festivais e os Eventos do Vinho frequentes tanto em centros urbanos como em contexto rural;
- os Museus do Vinho e da Vinha e Centros de Interpretação, ainda em número limitado mas que se encontram tanto em contexto urbano como rural e são de natureza pública ou privada;
- o Agro-Turismo em Quintas que começa a desenvolver-se, com particular expressão em algumas regiões do país;
- as Aldeias Vinhateiras e os Cruzeiros, nomeadamente na região do Douro;
- as Rotas do Vinho, projecto que desde 1994 tem sido abraçado por várias das regiões vitivinícolas do país[3].

Em termos de procura internacional, o mercado do enoturismo português é procurado, principalmente, pelo Reino Unido e a França, seguidos do Brasil, Espanha e Alemanha. É de registar, também, uma interessante quota de 25% do mercado dos EUA.
A Associação Portuguesa de Enoturismo (Apeno), liderada pela Maria João de Almeida e com 124 associados, batalha desde 2019 para organizar o sector e enquadrá-lo numa legislação própria.